# سانسور در سوئد
سانسور در سوئد (انگلیسی: Censorship in Sweden) براساس قانون ممنوع است، سوئد از آزادی بیان حمایت می‌کند و از پیشگامان رسمی لغو سانسور می‌باشد. البته برخی محدودیت‌ها مثل پورنوگرافی کودکان، نفرت‌پراکنی و تهمت وجود دارد. در تمام موارد، بعد از انتشار یک فرایند قانونی وجود دارد و هیچ رسانه‌ای قبل از انتشار سانسور نمی‌شود.

## لغو سانسور

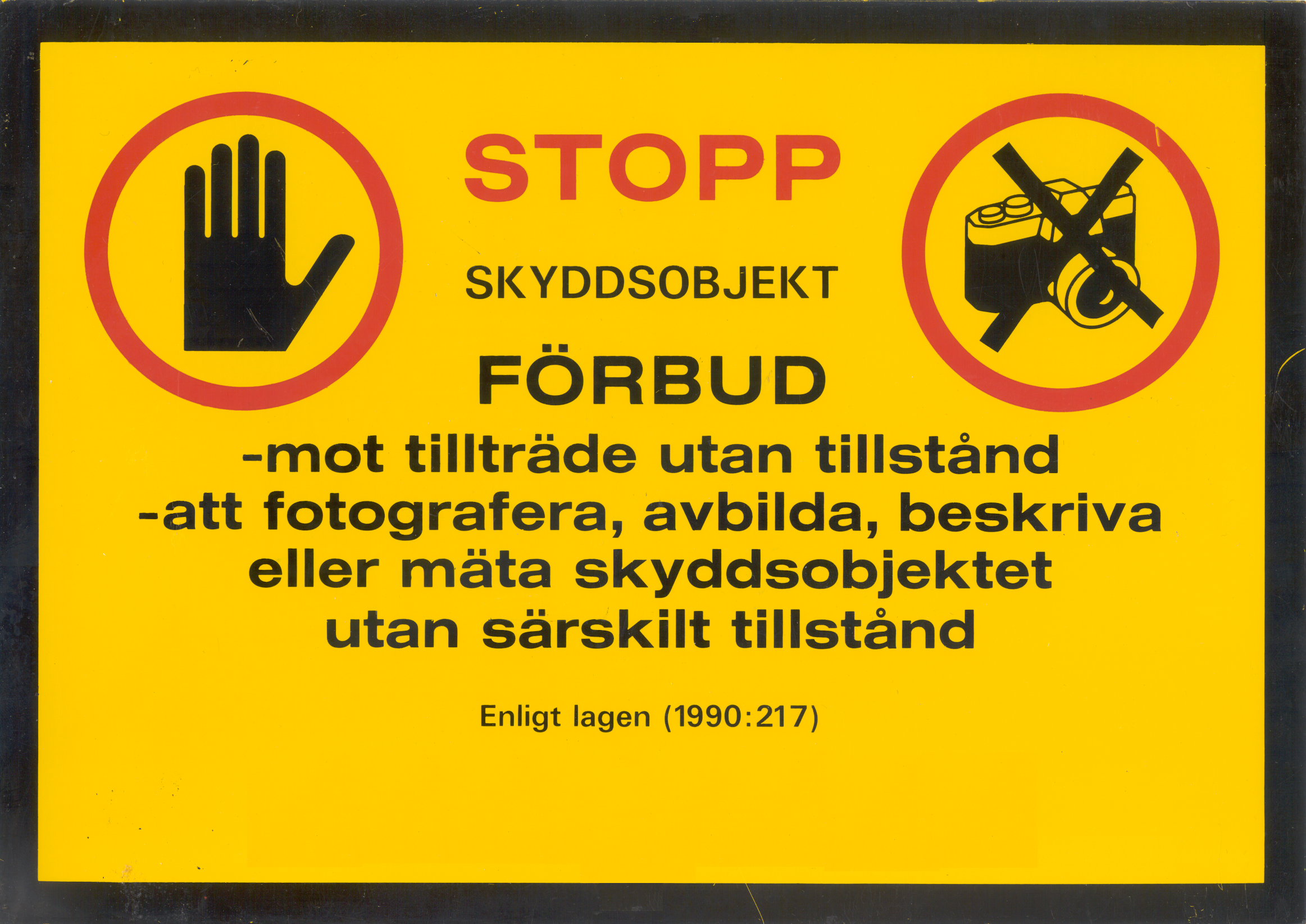
علامت سوئدی برای یک مجموعه کاملاً امن و ایمن

سوئد در سال ۱۷۶۶ اولین کشور برای معرفی یک قانون اساسی بود که در آن سانسور لغو و آزادی رسانه‌ها تضمین شد. قانون آزادی چاپ در سال ۱۷۶۶ توسط کمیته پارلمانی در دوران آزادی سوئد نوشته شد. این قانون همچنین برای اولین بار در جهان بود که اکثر اسناد ادارات دولتی را برای شهروندان باز کرده و در دسترس آنها قرار داد. این اصل از سال ۱۷۶۶ همچنان بخش مهمی از قانون اساسی سوئد است و کلیه قوانین آزادی اطلاعات در جهان، معمولاً به صورت بسیار ریز، از این اصل «دسترسی عمومی» سوئدی ناشی می‌شود.
مهم‌ترین پدر بنیان‌گذار این بخش قانون اساسی سوئد، آندرس چیدنیوس، که یک فنلاندی و عضو مجلس از قشر کلیسایی بود.
آزادی مطبوعات در سوئد نیز در اساسنامه مطبوعات آزاد ۱۸۱۲ این کشور تضمین شده است.

## در طول جنگ جهانی دوم
در طول جنگ جهانی دوم فشار آلمان موجب شد دولت سوئد به ناشران سوئدی توصیه کند تا داستان‌های خود را منتشر نکنند. وزیر دادگستری کارل گوستاف وستمن یک قانون قدیمی را که قدری منسوخ شده بود، احیا کرد و قانون «توهین آمیز» در مورد یک کشور خارجی غیرقانونی را منتشر کرد. تور نرمن (Ture Nerman) در زمستان ۱۹۳۹ بخاطر فعالیت علیه هیتلر به سه ماه زندان محکوم شد!